# Gare du Vert-Galant
Gare du Vert-Galant vasútállomás és RER állomás Franciaországban, Villepinte településen.

## Vasútvonalak
Az állomást az alábbi vasútvonalak érintik:
- La Plain-Hirson-vasútvonal

## Kapcsolódó állomások
A vasútállomáshoz az alábbi állomások vannak a legközelebb:
- Gare de Villeparisis - Mitry-le-Neuf (Gare de Mitry - Claye, B RER-vonal)
- Gare de Sevran - Livry (Gare de Saint-Rémy-lès-Chevreuse, Gare de Robinson, B RER-vonal)

## Lásd még
- Franciaország vasútállomásainak listája
- A RER állomásainak listája